# Летите домой
«Летите домой» (англ. «Fly Away Home») — фильм 1996 года, режиссёром которого является Кэррол Бэллард, рассказывает о дочери (Анна Пэкуин) вдовца (Джефф Дэниелс), которая вместе со своим отцом ведёт стаю канадских гусей из Канады в заповедник США.
Фильм основан на жизненном опыте Билла Лишмана, канадского изобретателя, художника и любителя сверхлёгких самолётов. В конце 1980-х и начале 1990-х Лишман задавался вопросом: могут ли гуси и подобные им птицы изучать новые пути миграции, следуя за сверхлёгким самолётом, на который они были запечатлены. В 1993 году, после нескольких лет материально-технических и бюрократических неудач, Лишман успешно привёл стаю канадских гусей на зимнюю миграцию из Онтарио, Канада, в Северную Виргинию, США. Из 16 птиц, которые участвовали в миграции, 13 вернулись в следующем году самостоятельно.

## Сюжет
В начале фильма 13-летняя Эми Элден (Анна Пэкуин) попадает в автомобильную аварию, в которой погибает её мать. Её отец, Томас Элден (Джефф Дэниелс), приезжает в Новую Зеландию и забирает её в Онтарио, Канада, спустя месяц после несчастного случая. Понятно, что Эми, которая ещё в шоке из-за смерти матери, не тянется к отцу и к своей новой жизни. Она не виделась и не общалась со своим отцом с 3-летнего возраста, с тех пор, как переехала с матерью в Новую Зеландию.
Томас Элден — художник, изобретатель и натуралист. Его наблюдения служат основой для разных изобретений и произведений искусства. Эми узнаёт, что с отцом живёт его подруга Сьюзен (Дана Дилейни). Эми чётко даёт понять, что не приветствует Сьюзен в своей жизни.
Эми исследует самостоятельно приспосабливается к жизни в новом месте. Однажды строительные машины разрушают места гнездования канадских диких гусей. Эми находит брошенные гусиные яйца и кладёт их в старый шкаф в сарае. Когда она позже приходит проверить яйца, гусята вылупляются. Поскольку Эми — первое живое существо, которое они видят, она «отпечатывается» как их мать; с тех пор они всюду следуют за ней.
Томас консультируется с охотинспектором, как кормить и заботиться о гусях. Он не знает, что в Канаде одна из обязанностей работы охотинспектора состоит в том, чтобы подрезать крылья миграционных птиц так, чтобы они больше не могли улететь. Будучи неспособной летать, птица в большей безопасности. Но когда Томас пытается подрезать крылья одному из гусят, Эми сердится, бьёт его чашкой с попкорном и запирается с гусятами в ванной.
Поскольку гуси растут и взрослеют, для Томаса, Эми и всех их друзей становится очевидным, что птицы должны мигрировать, или охотинспектор вернётся, чтобы подрезать им крылья. Тем временем брат Томаса Дэвид (Терри Кинни) вспоминает об орнитологе в Соединённых Штатах, который говорил ему о местах гнездования гусей в Северной Каролине. Однако есть проблема: птицы не прилетали в эти места в течение долгого времени, и строительные фирмы стали интересоваться земельными участками. Если птицы не появятся в местах гнездования к первому ноября этого года, эти земли станут собственностью строительных воротил.

## В ролях
| Актёр, актриса      | Роль                                                            |
| ------------------- | --------------------------------------------------------------- |
| Джефф Дэниелс       | Томас «Том» Элден — вдовец, брат Дэвида Элдена, отец Эми Элден. |
| Анна Пэкуин         | Эми Элден — дочь Томаса Элдена, племянница Дэвида Элдена.       |
| Дана Дилейни        | Сьюзен Барнес — новая девушка Томаса Элдена.                    |
| Терри Кинни         | Дэвид Элден — брат Томаса Элдена, дядя Эми Элден.               |
| Холтер Грэм         | Барри Стиклэнд.                                                 |
| Джереми Рэчфорд     | сотрудник DNR.                                                  |
| Деборах Верджинелла | бывшая жена Томаса Элдена, мать Эми Элден.                      |
| Майкл Дж. Рейнольдс | генерал.                                                        |
| Дэвид Хемблен       | доктор Киллиан.                                                 |
| Кен Джеймс          | разработчик.                                                    |
| Нора Баллард        | Джеки.                                                          |
| Серена Пейтон       | Лаура.                                                          |

Полный список актёров смотри на IMDb.com.

## Саундтрек
- 10,000 Miles — Мэри Чэпин Карпентер
- Yakety Axe — Чет Аткинс

## Съёмки
Съёмки фильма проходили в Окленде (Новая Зеландия), Балтиморе (штат Мэриленд, США), Северной Каролине (США), Порт Перри (Онтарио, Канада), Sandbanks Provincial Park (Онтарио, Канада), Торонто (Онтарио, Канада) и на авиационной базе ВВС США (штат Нью-Йорк, США) с 17 июля по 19 октября 1995 года.
Пилотом — каскадером, принимавшим участие в съемках фильма, является Wayne Bezner Kerr (недоступная ссылка)

## Награды и номинации

### Награды
- 1997 — премия «Выбор критиков» (Critics Choice Award) в категории «Лучший семейный фильм»
- 1997 — премия «Christopher Award» в категории «Кино» (Кэррол Бэллард (режиссёр), Роберт Родэт (сценарист), Винс МакКевин (сценарист), Кэрол Баумм (продюсер), Джон Вэйтч (продюсер))
- 1997 — премия «Genesis Awards» в категории «Художественный фильм»
- 1997 — премия «Молодой актёр» в категории «Лучшая семейная драма»

### Номинации
- 1997 — номинация на премию «Оскар» в категории «Лучшая работа оператора» (Калеб Дешанель)
- 1997 — номинация на премию Американского общества кинематографистов (ASC) в категории «Выдающиеся достижения в кинематографе в театральных релизах» (Калеб Дешанель)
- 1997 — номинация на премию общества независимого кино Chlotrudis (Chlotrudis Award) в категории «Лучший актёр» за роль Томаса Элдена (Джефф Дэниэлс)
- 1997 — номинация на премию «YoungStar Award» в категории «Лучшая молодая актриса драматического фильма» за роль Эми Элден (Анна Пэкуин)
- 1997 — номинация на премию «Молодой актёр» в категории «Лучшая работа в художественном фильме — ведущая молодая актриса» за роль Эми Элден (Анна Пэкуин)

## Технические характеристики
- Формат изображения: 1.85 : 1
- Камера: Panavision Cameras and Lenses
- Формат копии: 35 mm
- Формат съёмок: 35 mm (Eastman EXR 50D 5245, EXR 100T 5248, EXR 200T 5293, EXR 500T 5298)
- Изображение: цветное